# Bagrenzi
Bagrenzi (bulg. Багренци) ist ein Dorf in der Gemeinde Kjustendil in Westbulgarien.

## Geografie
Bagrenzi liegt östlich von der Stadt Kjustendil und ist 5,7 km von ihr entfernt. Es liegt auf 440 m und hat eine Fläche von 8 km².
Das Dorf existiert aus zwei Teilen, welche vom Fluss Bagrenska getrennt werden.

## Infrastruktur
Im Dorf gibt es keine funktionierende Schule, jedoch eine Busverbindung, mit der schulpflichtige Kinder zur nächsten Schule fahren können. Für kleine Kinder gibt es einen Kindergarten, außerdem noch ein Tschitalischte.

## Sehenswürdigkeit
In Bagrenzi gibt es eine 1885 erbaute Kirche.

## Wirtschaft
2018 gab es vier Landwirte bzw. Landwirtschaftsunternehmen und eine Firma, welche unter anderem Ziegeln herstellt.

## Verkehr
Das Dorf liegt an der II-62, welche auch Kjustendil mit Dupniza verbindet.

## Bevölkerungsentwicklung
Auch in Bagrenzi fällt die Einwohnerzahl stark.
| Datum      | Einwohnerzahl |
| ---------- | ------------- |
| 31.12.1934 | 879           |
| 31.12.1946 | 872           |
| 01.12.1956 | 822           |
| 01.12.1965 | 871           |
| 02.12.1975 | 1041          |
| 04.12.1985 | 1006          |